# My Happy Ending
My Happy Ending este cel de-al doilea disc single extras de pe albumul Under My Skin, al cântăreței de origine canadiană Avril Lavigne. Cântecul a fost lansat în iulie 2004; acesta a câștigat popularitate în țările anglofone, sporind succesul albumului de proveniență.

## Informații generale
My Happy Ending este cel de-al treilea single extras de pe albumul Under My Skin al lui Avril Lavigne. Pentru producerea acestuia artista a colaborat cu Butch Walker, realizând astfel o melodie axată pe stilurile alternative rock și pop rock. Singleul a ocupat locul trei în topul celor mai de succes melodii ale lui Lavigne, câștigând poziții mai ridicate decât cele două singleuri precedente („Take Me Away” și „Don't Tell Me”), atingând părțile înalte ale clasamentelor de specialitate.
RIAA (Recording Industry Association of America) a certificat melodia „My Happy Ending” cu discul de platină, devenind astfel cea de-a doua realizare de acest tip pentru Lavigne după hitul „Complicated”. În textul piesei este introdus si un cuvânt vulgar, lucru care a generat o mică controversă. Singleul a devenit foarte popular în rândul adolescenților care o cereau neîncetat pentru a fi difuzată la posturile radio locale. În versiunea radio a melodiei, cuvântul vulgar a fost înlocuit cu stuff din cauza difuzării piesei la orele de vârf, când toți copii puteau asculta melodia.
Videoclipul filmat pentru acest single a fost produs de către Meiert Avis și o surprinde pe Avril Lavigne mergând la un cinematograf, unde ea urmărește toate clipele pe care le-a petrecut alături de iubitul său. Într-un segment din videoclip caracterul lui Lavigne realizează motivul pentru care presupusul său iubit vrea să fie împreună cu ea. Conștientizând acest lucru ea se enervează, dar continuă să privească felul în care a decurs relația lor, pentru ca în final să nu îl mai dorească.

## Lista melodiilor
UK CD single 1
1. "My Happy Ending" (varianta de pe album)
2. "Take It" (nelansat anterior)

UK CD single 2
1. "My Happy Ending"
2. "My Happy Ending" (varianta live)
3. "Take Me Away"
4. "My Happy Ending" (videoclip)

UK CD promo
1. "My Happy Ending" (varianta de pe album) [explicit]
2. "My Happy Ending" (radio edit) [clean]

Germania, Italia și Taiwan CD single
1. "My Happy Ending" (album version)
2. "My Happy Ending" (varianta live)
3. "Take Me Away" (varianta live)
4. "Take It" (anterior nelansat)
5. "My Happy Ending" (varianta live)

Australia CD single
1. "My Happy Ending" (varianta de pe album)
2. "My Happy Ending" (varianta live)
3. "Take Me Away" (varianta live)
4. "Take It" (anterior nelansat)

## Poziții ocupate în topuri
| Clasament (2004)                                 | Poziție |
| ------------------------------------------------ | ------- |
| Argentinean Top 40 Singles                       | 1       |
| Australia ARIA Top 50 Singles                    | 6       |
| Austrian Top 75 Singles                          | 8       |
| Euro 200                                         | 12      |
| Belgian UltraTop 50 (both Wallonia and Flanders) | 30      |
| Brazil Hot 100 Singles                           | 7       |
| Canadian Singles Chart                           | 11      |
| Dutch Top 40                                     | 10      |
| French Top 100 Singles Chart                     | 3       |
| Ireland Singles Chart                            | 1       |
| German Top 100 Singles Chart                     | 1       |
| Hispanic America Top 40 Airplay                  | 9       |
| Irish Singles Chart                              | 7       |
| Hong Kong Singles Chart                          | 1       |
| Italy Top 50 Singles                             | 7       |
| Korea Singles Chart                              | 1       |
| Japan Top 200 Singles                            | 17      |
| Mexican Top 100 Singles Chart                    | 1       |
| Norway Top 20 Singles Chart                      | 6       |
| Portugal Top 20 Singles Chart                    | 1       |
| Sweden Top 60 Singles Chart                      | 11      |
| Thailand Singles Chart                           | 1       |
| Switzerland Top 100 Singles Chart                | 13      |
| UK Singles Chart                                 | 5       |
| U.S. Billboard Hot 100                           | 9       |
| United World Chart                               | 2       |